# Великі і маленькі
«Великі і маленькі» (рос. «Большие и маленькие») — радянський художній фільм 1963 року, знятий на Кіностудії ім. М. Горького. Сюжет двох з трьох оповідань у фільмі базуються на романі Антона Макаренка Книга для родителей (укр. Книга для батьків, 1937).

## Сюжет
Психологічна сімейна драма. Фільм знятий за мотивами «Книги для батьків» Антона Макаренка, присвяченої життю важких дітей. Починається дія фільму на батьківських зборах. Сам фільм складається з трьох новел. У кожній новелі представлена історія з життя дитини-підлітка в своїй родині. Перша новела розповідає про талановиту дитину-художника; друга — про сильно розпещену дівчинку, яка своїми примхами ставить мати на грань відчаю; в третя — про переживання хлопчика, батько якого бреше, а батьки в результаті розлучаються.

## У ролях
- Олеся Іванова — Марія Петрівна Горохова
- Василь Горчаков — Боря Горохов
- Микола Бармін — Микола Іванович
- Віктор Климов — Костя, син Миколи Івановича
- Ніна Меньшикова — Віра Гнатівна Коробова
- Лев Свердлін — Андрій Степанович
- Володимир Трошин — Коробов
- Василь Ліванов — Сергій Сергійович, класний керівник
- Софія Павлова — Євгенія Олексіївна Соколова
- Юрій Пузирьов — Юрій Миколайович Васильєв
- Любов Віролайнен — Тамара Коробова
- Олександр Чижик — Павлуша Коробов
- Манефа Соболевська — мама на шкільних зборах
- Геннадій Некрасов — Микола Олексійович Соколов, батько Олі і Ігоря
- Юрій Шаров — Ігор Соколов
- Олена Сеплянська — Оля Соколова
- Зоя Толбузіна — Нюрка
- Арутюн Акопян — фокусник в кафе
- Олександр Граве — Сергій Олександрович
- Наталія Гицерот — Рита, стенографістка
- Клавдія Лепанова — Зінаїда Михайлівна, мати Варі
- Лідія Корольова — мама на шкільних зборах
- Клавдія Хабарова — мама Кості
- Аркадій Цинман — Яків Семенович
- Юрій Чекулаєв — батько Каті Беспалової
- Зоя Василькова — Зоя Миколаївна, мама Люсі
- Микола Романов — тато Мухіна
- Світлана Старикова — Тася, друкарка
- Валерій Рижаков — читач
- Олександра Данилова — співробітниця Соколова
- Зінаїда Сорочинська — сусідка

## Знімальна група
- Автор сценарію: Йосип Маневич
- Режисер:  Марія Федорова
- Художник:  Петро Галаджій